# Wireless USB
Wireless USB (бездротовий USB) — стандарт бездротової передачі даних, що розробляється групою Wireless USB Promoter Group.

## Історія
Перша версія Wireless USB, анонсована в 2005 році, передбачала можливість бездротового обміну інформацією між пристроями на швидкості до 480 Мбіт/с в радіусі трьох метрів. При збільшенні відстані до десяти метрів пропускна здатність каналу зв'язку знижується до 110 Мбіт/с.
Завершена у вересні 2010 року специфікація Wireless USB 1.1 передбачає підвищення швидкості передачі даних, а також підтримку більш високих частот — до 6 ГГц і вище. Крім того, при її розробці велика увага приділялася підвищенню енергетичної ефективності: пристрої, виконані відповідно до специфікації 1.1, будуть витрачати менше енергії в режимі простою. Wireless USB 1.1 передбачає підтримку технології Near-field communication (NFC), що спрощує налаштування і експлуатацію Wireless USB-пристроїв. Збережена зворотна сумісність з існуючим обладнанням.

## Використання
Wireless USB призначений для заміни традиційних дротових USB. До типових пристроїв, що підключаються, відносяться: клавіатура, миша, камера, принтер, зовнішні накопичувачі і т. д. Wireless USB також може використовуватися для простого спільного використання принтерів, які не мають стандартного мережевого інтерфейсу або підключення до сервера друку. Принтер підключений до Wireless USB поводиться так, ніби він підключений за допомогою USB безпосередньо до звичайного комп'ютера. Технологія не призначена для створення комп'ютерних мереж (хоча теоретично це можливо).

## Передача даних
Параметри передачі відповідають параметрам стандартного USB версії 2.0, але пропускна здатність залежить від відстані між пристроями. На відстані до 3 метрів, швидкість передачі даних теоретично може досягати 480 Мбіт / с (звичайної для USB-стандарту). На віддалі в 10 метрів — тільки до 110 Мбіт / с (в оптимальних умовах). Wireless USB призначений для роботи в діапазоні частот від 3,1 ГГц до 10,6 ГГц. Передача даних шифрується за допомогою AES-128/CCM.
Фізичне перенесення даних засноване на бездротовій технології UWB, розробленої альянсом WiMedia. Ця ж технологія використовується іншими стандартами бездротової передачі даних (Bluetooth, WiNET, ZigBee).

## Параметри сумісності для старих апаратних засобів
WUSB архітектура дозволяє використовувати до 127 пристроїв для прямого підключення до хосту. Тому що відсутня потреба в проводах або портах, більше немає необхідності хабів.
Однак для полегшення міграції з дротових USB на бездротові, WUSB представила адаптер нового класу Device Wire Adapter (DWA). Іноді їх називають «WUSB центр», DWA дозволяє існуючим USB 2.0 пристроям використовуватися для бездротового з'єднання з WUSB господаря.
WUSB host можливості можуть бути додані до існуючих ПК за допомогою Host Wire Adapter(HWA). HWA являє собою пристрій USB 2.0, який кріпиться ззовні до USB порту ноутбука або настільного ПК, або внутрішньо, за допомогою MiniCard інтерфейсу ноутбука.
WUSB також підтримує подвійні ролі пристроїв (DRDs), тобто наявний WUSB пристрій, може функціонувати як хост з обмеженими можливостями. Наприклад, цифрова камера може виступати як пристрій при підключенні до комп'ютера, і як господар при передачі зображення безпосередньо на принтер.

## Порівняння цифрових систем бездротового зв'язку
| Specification       | Wireless USB 1.1 | Bluetooth 4.0 (пропозиція) | Wi-Fi (IEEE 802.11n)          | Bluetooth 2.1 + EDR          |
| ------------------- | ---------------- | -------------------------- | ----------------------------- | ---------------------------- |
| Робочі частоти      | 3.1 GHz–10.6 GHz | UWB (not decided)          | 2.4 GHz/5 GHz                 | 2.4 GHz                      |
| Пропускна здатність | 53—480 Mbit/s    | 53—480 Mbit/s              | Max. 600 Mbit/s               | Max. 3 Mbit/s                |
| Відстань            | 3—10 m           | unknown distance           | 100 m                         | 1—100 m, depending on output |
| Модуляція           | MB-OFDM          | MB-OFDM                    | DSSS, DBPSK, DQPSK, CCK, OFDM | GFSK                         |
| Стандартизація      | вересень 2010    | перед-стандартна           | вересень 2009                 | липень 2007                  |

## Виноски
1. ↑  Nikkei Electronics 2007/10/8